# Campages pacifica
Campages pacifica är en armfotingsart som först beskrevs av Kishio Hatai 1940.  Campages pacifica ingår i släktet Campages och familjen Dallinidae. Inga underarter finns listade i Catalogue of Life.